# Унтерфрауэнхайд
Унтерфрауэнхайд (нем. Unterfrauenhaid) — ярмарочная коммуна в Австрии, в федеральной земле Бургенланд. 
Входит в состав округа Оберпуллендорф.  Население составляет 675 человек (на 31 декабря 2005 года). Занимает площадь 11, км². Официальный код  —  10825.

## Политическая ситуация
Бургомистр коммуны — Фридрих Крайзитс (СДПА) по результатам выборов 2007 года.
Совет представителей коммуны (нем. Gemeinderat) состоит из 13 мест.
- СДПА занимает 7 мест.
- АНП занимает 6 мест.